# Alcis scortea
Alcis scortea är en fjärilsart som beskrevs av Max Joseph Bastelberger 1909. Alcis scortea ingår i släktet Alcis och familjen mätare. Inga underarter finns listade i Catalogue of Life.

## Bildgalleri

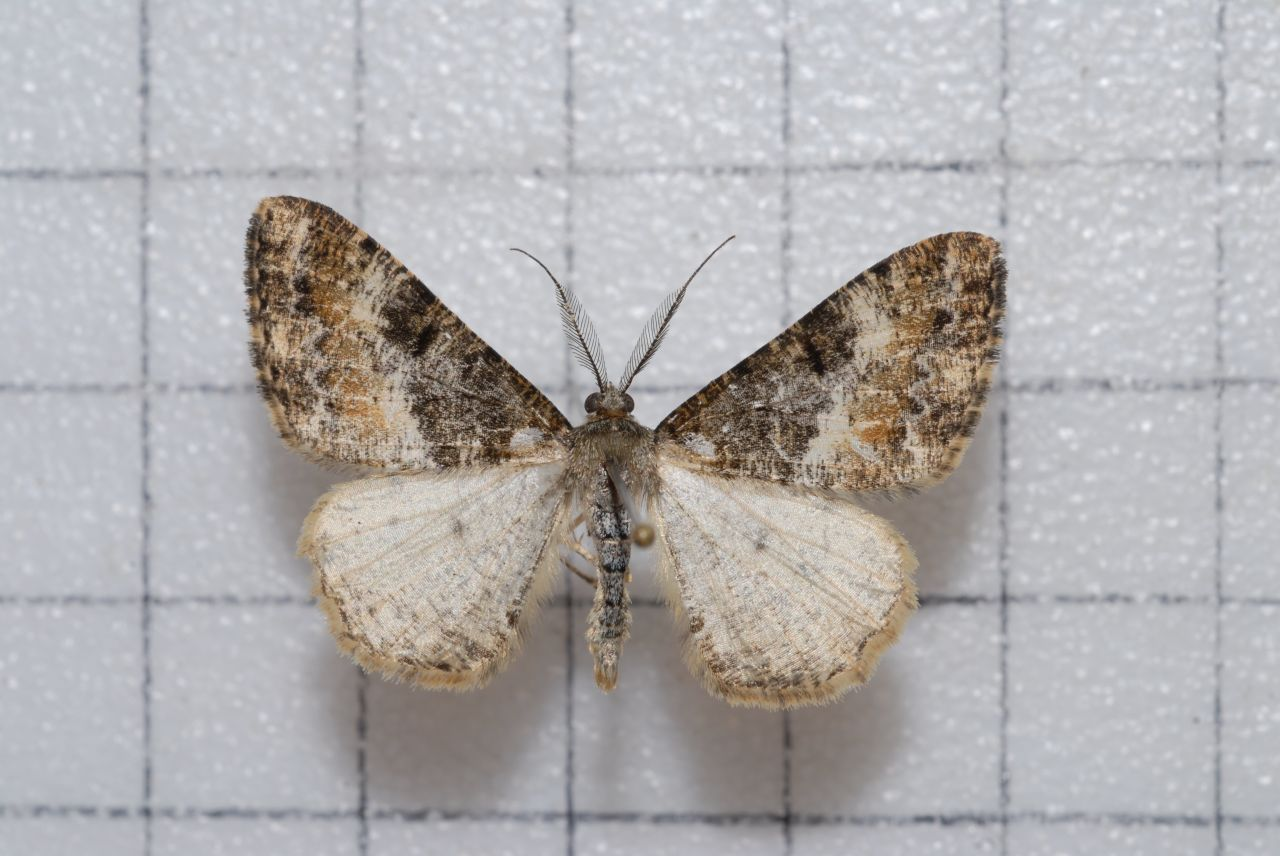